# Obstrucción intestinal
La obstrucción intestinal es una interrupción mecánica o funcional de los intestinos que evita el tránsito normal de los productos de la digestión. Puede ocurrir a cualquier nivel del intestino delgado distal al duodeno o del colonvólvulo del ciego. La principal causa de una obstrucción intestinal, causando un 75% de los casos, son adhesiones relacionadas con una previa cirugía abdominal.
Aunque algunos casos no requieren tratamiento invasivo, una obstrucción intestinal se considera una emergencia quirúrgica.

## Etiología

### 1. Íleo mecánico u obstructivo
Causas intraluminales:
- Cuerpo extraño: cálculo biliar (íleo biliar), bezoar, meconio, concreción de bario.
- Infestación intestinal.
- Pólipos pedunculados.

Causas parietales:
- Congénitas: atresia, divertículo de Meckel.
- Inflamatorias: enfermedad intestinal inflamatoria, diverticulitis, isquemia, inducida por fármacos (AINES).
- Neoplásicos: tumores de intestino delgado benignos, malignos o metastásicos. El adenocarcinoma de colon es el responsable de más del 75 %.
- Traumáticas: hematoma de la pared.
- Otras: neumatosis intestinal, invaginaciones.

Causas extrínsecas:
- Adherencias postquirúgicas o congénitas.
- Hernias: externas (inguinal, umbilical) o internas.
- Otras: vólvulo intestinal, plastón inflamatorio secundario a infección intraabdominal, páncreas anular, carcinomatosis peritoneal, síndrome de arteria mesentérica superior.

### 2. Íleo paralítico o adinámico, o seudooclusión intestinal
Agudas:
- Síndrome de Ogilvie: dilatación masiva del colon, de instauración aguda, en ausencia de obstrucción mecánica. Múltiples causas:
  - Postquirúrgico.
  - Por alteraciones hidroelectrolíticas (sodio, potasio, magnesio).
  - Inflamatorio (absceso intraperitoneal, pancreatitis, peritonitis, neumonía).
  - Intoxicaciones: uremia, plomo.

Crónicas:
- Alteraciones de músculo liso: congénitas, miopatías.
- Alteraciones neurológicas: enfermedad de Parkinson, tumores cerebrales.
- Alteraciones del plexo mientérico: distrofia miotónica, neuropatías viscerales.
- Diverticulosis de intestino delgado.
- Alteraciones metabólicas o endocrinas: mixedema, feocromocitoma, porfiria, hipoparatiroidismo.
- Fármacos: opiáceos, fenotiacinas, tricíclicos.
- Miscelánea: mesenteritis esclerosante, enfermedad celiaca.[3]

## Manifestaciones clínicas
Dependiendo del nivel de la obstrucción, se puede presentar:

### Oclusión mecánica
- Dolor abdominal es típicamente cólico, muy intenso, reflejando el peristaltismo de lucha. La distensión y los vómitos son de intensidad variable, en función del nivel de la obstrucción y el cierre intestinal puede tardar en instaurarse.

### Seudooclusión
- Dolor abdominal menos intenso, más generalizado y de carácter constante y no cólico, ya que se produce por la distensión de las asas; la distensión abdominal y los vómitos suelen ser marcados, así como el cierre intestinal.

### Oclusiones más altas
- Distensión abdominal es menor, las náuseas y vómitos más intensos que en las más bajas (íleon o colon).

### Oclusiones bajas
- Vómitos fecaloideos.

### Síntomas inespecíficos
- Dolor abdominal: síntoma que aparece en primer lugar.
- Distensión abdominal.
- Fiebre: en casos de estrangulación.
- Vómito: son reflejo al dolor. Si la oclusión es en el intestino delgado suelen ser de características biliares y si la afección se localiza en segmentos finales del intestino son más piosos y fecaloideos.
- Ausencia de emisión de heces y gases.
- Deshidratación.
- Trastornos electrolíticos por razón de los vómitos.
- Compromiso respiratorio por la presión ejercida desde el abdomen sobre el diafragma o por aspiración de vómitos.

Signos de Estrangulación intestinal: fiebre, taquicardias, leucocitosis, dolor abdominal constante tipo no cólico.

## Fisiopatología
En la oclusión mecánica simple, al existir un obstáculo orgánico que dificulta la progresión del contenido, lo primero que sucede es que aparece un hiperperistaltismo de lucha (responsable de las crisis dolorosas de tipo cólico en la clínica) para tratar de vencer el obstáculo. Tras múltiples tentativas infructuosas, la fibra muscular se fatiga, dilatándose el intestino por encima del obstáculo. Comienza así la distensión intestinal que es uno de los acontecimiento fisiopatológicos más importantes. A ella contribuyen, además la fatiga muscular lisa, la acumulación de gases y líquidos por encima del obstáculo y también una dilatación refleja que tiene una finalidad defensiva: tratar de aumentar la capacidad del intestino, y de esta forma aliviar la hiperpresión endoluminal.
En caso de estrangulación, y también cuando existe compromiso vascular secundario, la proliferación bacteriana es extraordinariamente rápida y acentuada. Las endotoxinas bacterianas son un importante factor en la génesis del shock séptico que puede aparecer en el curso de la obstrucción y contribuye a la necrosis intestinal junto con la isquemia. En casos de estrangulación hay más complicaciones, pues además de los problemas de oclusión simple, los problemas circulatorios, que se suceden con mayor rapidez, están presentes desde el primer momento. La compresión de las venas, como consecuencia de la distensión intestinal en la oclusión simple o por la causa responsable de la estrangulación, da lugar a la dificultad de retorno venosos, con estasis e ingurgitación retrógradas. El aumento de la presión hidrostática en el lecho capilar ocasiona extravasación de plasma en la pared intestinal (edema), hacia la luz intestinal y hacia la cavidad peritoneal, lo que junto al secuestro de líquidos en la luz intestinal (líquido transcelular o del tercer espacio) y a los vómitos, es causa de deshidratación y shock hipovolémico. Esta situación se complica porque la estasis venosa mantenida puede llevar a la rotura de los capilares (con o sin trombosis venosa favorecida por la estasis), con hemorragias murales hacia la luz intestinal y cavidad peritoneal, lo que agrava la situación de hipovolemia.
El edema mural, la distensión de la pared intestinal, la causa de la estrangulación; pueden comprometer la circulación arterial de lo que derivan graves consecuencias: necrosis intestinal, desde la mucosa hasta la serosa, y perforación con peritonitis que lleva a un shock séptico hipodinámico o frío y, en estos casos, muchas veces la muerte del paciente. No es precisa la perforación para que se establezca el shock séptico, ya que la pared intestinal hipóxica pierde su función de barrera, permitiendo el paso de toxinas bacterianas a la cavidad peritoneal, donde se absorben a través de la serosa y son responsables de la toxemia del enfermo.
Cuando la distensión de las asas es importante y generalizada, el aumento de la presión intraabdominal puede dificultar el retorno venoso a través de la cava inferior, y por elevación del diafragma hace más trabajosa la respiración, lo que sumado al shock hipovolémico y eventualmente séptico pone en riesgo la vida del paciente.

## Clasificación
Modo de comienzo:
- Obstrucción aguda.
- Obstrucción subaguda.
- Obstrucción crónica.
- Obstrucción intermitente.

Topografía:
- Intestino delgado: alto (yeyuno) o bajo (íleon).
- Intestino grueso.

Intensidad:
- Obstrucción completa.
- Obstrucción incompleta.
- Pseudo-oclusión intestinal.
- Obstrucción intermitente.

Patogenia:
- Oclusión mecánica u orgánica: existe un obstáculo orgánico, anatómico o estructural, permanente, que se opone a la progresión del contenido intestinal. tal obstáculo puede pertenecer a la propia estructura del intestino o ser ajeno a ella. Dentro de esta se encuentran:

1. Obstrucción simple: el obstáculo determinante de la oclusión impide el tránsito, sin que inicialmente, el riego sanguíneo del intestino este comprometido. Sin embargo la irrigación puede verse implicada secundariamente, siempre que la obstrucción se prolongue y el intestino se distienda.
2. Estrangulación: la irrigación intestinal del segmento afectado está comprometida desde el principio. De modo, que además de los problemas mecánicos para el tránsito, existe compromiso vascular inicial y no secundario, como en el caso anterior. La gangrena del segmento intestinal afectado es inevitable si la irrigación no se restablece pronto.
3. Obstrucción en asa cerrada: afecta a dos puntos escalonados del intestino, por lo que el segmento comprometido entre ambos queda transformado en una cavidad cerrada.

- Oclusión funcional o dinámica: el estancamiento del contenido intestinal se produce por alteración de función motora digestiva, sin que exista un obstáculo estructural permanente que se oponga al tránsito. También se denominan oclusiones neurogénicas. Se dividen en dos grupos:

1. Oclusión paralítica o adinámica: en la que el estancamiento del contenido intestinal, con dilatación progresiva y pasiva de las asas; se debe a un fracaso de la función motora o atonía del intestino.
2. Oclusión espástica: es mucho menos frecuente que la anterior. Se debe a la existencia de una contractura localizada en un determinado segmento intestinal, como el colon descendente,o con mucha menos frecuencia, el intestino delgado.El segmento contraído de forma transitoria, disminuye el calibre de la luz intestinal y dificulta el tránsito a su través en tanto persista el espasmo. Esta situación también se denomina seudoobstrucción intestinal, ya que clínica y radiológicamente presenta características similares a la de una verdadera oclusión; sin embargo la laparotomía o la necropsia, no describe una causa orgánica responsable.

- Obstrucción mixta: se asocian las oclusiones mecánicas y funcionales con frecuencia. Por ejemplo: una obstrucción mecánica incompleta puede completarse mediante un espasmo local; una oclusión mecánica avanzada, ala fracasar el peristaltismo de lucha para franquear el obstáculo, acaba haciéndose paralítica. Lo contrario también ocurre, y es que una obstrucción funcional puede acompañarse de un componente mecánico, como ocurre al producirse una acotadura o un vólvulo de asas distendidas por un contenido intestinal aumentado o por adherencias fibrinosas.[5]

## Complicaciones
- Neumonía por aspiración o Síndrome de Mendelson: en pacientes con bajo grado de consciencia es una grave o mortal complicación.
- Insuficiencia respiratoria.
- Peritonitis.
- Fracaso multiorgánico: como consecuencia del fallo de la circulación periférica.
- Estenosis intestinal postisquemica: puede presentarse al cabo de semanas, meses o años de un episodio de estrangulación. se debe a la fibrosis del tejido isquémico y puede contribuir adherencias de estructuras vecinas, sobre todo el epiplón mayor.[5]

## Diagnóstico diferencial
Algunas condiciones que deben ser descartadas por presentar sintomatología similar a una obstrucción intestinal incluyen:
- Ileo biliar.
- Pseudoobstruction intestinal o síndrome de Ogilvie.
- Sepsis intra-abdominal.
- Neumonía y otras enfermedades sistémicas.

## Diagnóstico
Historia clínica y exploración física: taquicardia, hipotensión, fiebre, abdomen distendido.
Pruebas de laboratorio:
- Hemograma completo: leucocitosis.
- Electrolitos plasmáticos: sodio, potasio, cloro se encuentran disminuidos.
- Gasometría arterial.
- Prueba de función renal: creatinina, urea.

Radiografía simple de abdomen:
- En bipedestación o decúbito lateral.
- Múltiples niveles hidroaéreos a diferentes niveles, asas de intestino delgado dilatadas en la parte proximal a la obstrucción y la ausencia o disminución de aire en la zona distal.
- En fases tardías, si existe estrangulación, el edema de la mucosa y submucosa, asociados a la necrosis determinan la aparición de imágenes con aspecto de impresiones dactilares.
- Perforación intestinal: presencia de aire subdiafragmático en bipedestación o aire libre en la cavidad peritoneal en decúbito lateral izquierdo.
- Íleo paralítico es característico que la dilatación de las asas afecte o pueda afectar a todo el intestino. Sin embargo, la presencia de niveles hidroaéreos hace difícil su diferenciación de la oclusión intestinal.
- Episodios agudos de seudoobstrucción crónica idiopática muestra una dilatación de asas de delgado similar a los casos de obstrucción mecánica, o dilatación de intestino delgado y grueso indistinguible del íleo paralítico.
- Íleo biliar se observa la presencia de aire en la vía biliar —neumobilia o aerobilia— e incluso puede objetivarse la imagen de un cálculo biliar radioopaco impactado en alguna zona del tracto intestinal.
- Vólvulo intestinal, la imagen radiográfica, en grano de café.

Radiología con bario: la diferenciación entre oclusión y seudooclusión intestinal no siempre es posible con una radiografía simple del abdomen.
Ecografía del abdomen: masa abdominal.
Tomografía axial computarizada (TC): masas abdominales, así como el grosor de la pared intestinal, los cambios de calibre entre asas proximales y distales.
Angiografía mesentérica: en caso de isquemia intestinal.
Tacto rectal: puede relevar masas o sangrado que puede ser indicativo de malignidad.
Enema opaco.
Rectosigmoidoscopía o colonoscopía flexible: en casos de lesiones en colon y síndrome de Ogilvie.
Manometría intestinal y la biopsia intestinal: para casos con sospecha de seudoobstrucción intestinal crónica idiopática.
Laparoscopía.

## Tratamiento

### Tratamiento conservador
- Rehidratación.
- Corrección del desequilibrio hidroelectrolítico.
- Sonda Foley: para monitorizar diuresis.
- Sonda Nasogástrica: minimiza riesgo de broncoaspiración y disminuye la distensión abdominal.
- Nutrición parenteral.
- Uso de antibióticos: cobertura contra gram negativos y bacterias anaerobias debido a la translocación bacteriana.
- Suspender los fármacos que pudieran inhibir la movilidad intestinal, como los narcóticos y anticolinérgicos.
- La neostigmina es el único fármaco que ha demostrado ser beneficioso en el tratamiento del síndrome de Ogilvie. Está contraindicada en casos de obstrucción urinaria e intestinal.

### Tratamiento quirúrgico
La patología obstructiva es una indicación quirúrgica en la mayoría de los casos.
- Oclusión intestinal completa: Laparotomía exploratoria La cirugía terapéutica solo está indicada en los pacientes con pseudoobstrucción intestinal crónica con afectación segmentaria, debiendo realizarse una resección lo más limitada posible. El tratamiento quirúrgico se indica ante la sospecha de estrangulación intestinal y cuando el episodio no se resuelve tras 48-72 horas de tratamiento conservador. Se basa en liberar las asas intestinales e identificar los segmentos intestinales no viables, realizando resecciones y anastomosis primarias de los segmentos isquémicos no recuperables.
- La devolvulación mediante enema opaca o colonoscopia, aunque esta prueba está contraindicada si existe perforación o estrangulación.
- Descompresión intestinal mediante aspiración nasogástrica:puede aliviar la sintomatología del paciente y evitar complicaciones como la aspiración pulmonar.
- El tratamiento de la seudoobstrucción cólica aguda se basa en medidas conservadoras, fármacos y descompresión endoscópica o quirúrgica.
- Los pacientes con contraindicaciones a la neostigmina o aquellos en los que falla el tratamiento médico, son candidatos a la descompresión intestinal por vía endoscópica o quirúrgica.[7][8]